# Grand Prix Formule 1 van San Marino 2001

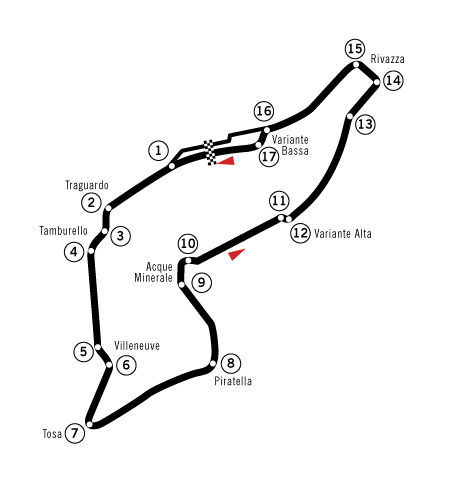

De Grand Prix Formule 1 van San Marino 2001 werd gehouden op 15 april 2001 op het circuit van Imola in Imola.

## Uitslag
| Positie | Nummer | Rijder                | Team               | Ronden | Tijd/Opgave   | Startplaats | Punten |
| ------- | ------ | --------------------- | ------------------ | ------ | ------------- | ----------- | ------ |
| 1       | 5      | Ralf Schumacher       | Williams-BMW       | 62     | 1:30:44.817   | 3           | 10     |
| 2       | 4      | David Coulthard       | McLaren - Mercedes | 62     | +4.352        | 1           | 6      |
| 3       | 2      | Rubens Barrichello    | Scuderia Ferrari   | 62     | +34.766       | 6           | 4      |
| 4       | 3      | Mika Häkkinen         | McLaren - Mercedes | 62     | +36.315       | 2           | 3      |
| 5       | 12     | Jarno Trulli          | Jordan-Honda       | 62     | +1:25.558     | 5           | 2      |
| 6       | 11     | Heinz-Harald Frentzen | Jordan-Honda       | 61     | +1 ronde      | 9           | 1      |
| 7       | 16     | Nick Heidfeld         | Sauber - Petronas  | 61     | +1 ronde      | 12          |        |
| 8       | 9      | Olivier Panis         | BAR-Honda          | 61     | +1 ronde      | 8           |        |
| 9       | 22     | Jean Alesi            | Prost Grand Prix   | 61     | +1 ronde      | 14          |        |
| 10      | 15     | Enrique Bernoldi      | Arrows - Asiatech  | 60     | +2 rondes     | 16          |        |
| 11      | 19     | Luciano Burti         | Jaguar Racing      | 60     | +2 rondes     | 15          |        |
| 12      | 8      | Jenson Button         | Benetton Formula   | 60     | +2 rondes     | 21          |        |
| Ret     | 20     | Tarso Marques         | Minardi            | 50     | Motor         | 22          |        |
| Ret     | 6      | Juan Pablo Montoya    | Williams-BMW       | 48     | Koppeling     | 7           |        |
| Ret     | 18     | Eddie Irvine          | Jaguar Racing      | 42     | Motor         | 13          |        |
| Ret     | 7      | Giancarlo Fisichella  | Benetton Formula   | 31     | Motor         | 19          |        |
| Ret     | 10     | Jacques Villeneuve    | BAR-Honda          | 30     | Motor         | 11          |        |
| Ret     | 23     | Gaston Mazzacane      | Prost Grand Prix   | 28     | Motor         | 20          |        |
| Ret     | 1      | Michael Schumacher    | Scuderia Ferrari   | 24     | Wielophanging | 4           |        |
| Ret     | 17     | Kimi Räikkönen        | Sauber - Petronas  | 17     | Besturing     | 10          |        |
| Ret     | 14     | Jos Verstappen        | Arrows - Asiatech  | 6      | Uitlaat       | 17          |        |
| Ret     | 21     | Fernando Alonso       | Minardi            | 5      | Remmen        | 18          |        |

## Wetenswaardigheden
- Laatste race: Gaston Mazzacane
- Dit was de eerste Williams-overwinning sinds 1997.
- Dit was de enige race van het seizoen waarin de McLarens op de eerste startrij stonden.
- Dit was de eerste race in 2001 waarin Michael Schumacher uitviel.
- Dit was de laatste race waarin Heinz-Harald Frentzen punten scoorde voor het team van Jordan.
- Dit was de laatste race van Luciano Burti voor het Jaguar-team voordat hij naar het Prost-team vertrok, waar hij Gaston Mazzacane vervangt, vanaf de Grand Prix van Spanje 2001.

## Statistieken
| Snelste ronde | Ralf Schumacher | Williams-BMW | 1:25.524 |

## Noot
- Dit was de 25ste Grand Prix-start voor een Colombiaanse coureur.
- Eerste Grand Prix-winst en de tiende podiumplaats voor Ralf Schumacher.

1981 · 1982 · 1983 · 1984 · 1985 · 1986 · 1987 · 1988 · 1989 · 1990 · 1991 · 1992 · 1993 · 1994 · 1995 · 1996 · 1997 · 1998 · 1999 · 2000 · 2001 · 2002 · 2003 · 2004 · 2005 · 2006